# Eden Isle
Eden Isle es un lugar designado por el censo ubicado en la parroquia de St. Tammany en el estado estadounidense de Luisiana. En el Censo de 2010 tenía una población de 7041 habitantes y una densidad poblacional de 649,44 personas por km².

## Geografía
Eden Isle se encuentra ubicado en las coordenadas 30°13′42″N 89°47′56″O / 30.22833, -89.79889. Según la Oficina del Censo de los Estados Unidos, Eden Isle tiene una superficie total de 10.84 km², de la cual 8.37 km² corresponden a tierra firme y (22.81%) 2.47 km² es agua.

## Demografía
Según el censo de 2010, había 7041 personas residiendo en Eden Isle. La densidad de población era de 649,44 hab./km². De los 7041 habitantes, Eden Isle estaba compuesto por el 87.53% blancos, el 6.23% eran afroamericanos, el 0.41% eran amerindios, el 3.48% eran asiáticos, el 0.09% eran isleños del Pacífico, el 0.78% eran de otras razas y el 1.48% pertenecían a dos o más razas. Del total de la población el 3.86% eran hispanos o latinos de cualquier raza.